# Los misterios del amor
Los misterios del amor é uma telenovela venezuelana exibida em 2009 pela Venevisión.

## Elenco
- Sabrina Seara... Francisca Naranjo
- Juan Carlos García... Jasón Martínez/ Juan Andrés Román
- Eileen Abad... Isabella Román
- Alba Roversi... Déborah Salazar/ Francisco Gutiérrez
- Eduardo Orozco... Octavio Urbaneja
- Ivan Tamayo... Emilio Pimentel
- Mónica Pasqualotto... Maricruz Fernández de Santeliz
- Jerónimo Gil... Edwin Santeliz
- Albi De Abreu... Gabriel Acosta
- Wanda D'Isidoro... Vanessa Garcia de Acosta
- Ana Maria Simón... Laura
- Ámbar Díaz... Zuleyma
- Rhandy Piñango... Vladimir Quintana
- Deyalit López... Amarelys
- Carmen Alicia Lara... Nayibe Martínez
- Jean Carlo Pasqualotto... Daniel
- Catherine Cardozo... Lisbeth
- Flor Elena González... Diana de Román
- Nattalie Cortéz... Alicia Naranjo
- Aura Rivas... Trina
- Maria Antonieta Ardila... Carlita
- Ly Jonaitis... Karolina
- Freddy Aquino... Wilfer Linares
- Hernan Iturbe... Orlando
- Sandra Yajure... Carmen
- Juan Miguel Hernández... Kabubi
- Michelle Nassef... Jimena Pimentel
- Cristhian González... Christian
- Karin Hernández... Shirley
- Samuel Egui... Kruger Martinez
- Ameliè Redondo... Sofía
- Jessika Grau... Manuela García
- Ana Karina Casanova... Mercedes
- Antonio Delli... Marcelo
- Eva Blanco... Mireya
- Yulene Iturrate... Abogada de Jasón
- Carlos Guillermo Haydon... Rodrigo Delgado